# J. P. E. Harper-Scott
John Paul Edward Harper-Scott (Easington, 3 dicembre 1977) è un musicologo e docente britannico, professore di storia e teoria della musica alla Royal Holloway, Università di Londra. È redattore generale della serie "Music in Context" della Cambridge University Press.

## Biografia

### Formazione e lavoro
John Paul Edward Harper-Scott è nato a Easington, Contea di Durham. Ha studiato alla Shotton Hall Comprehensive School e ha conseguito una laurea all'Università di Durham. Successivamente ha conseguito un dottorato di ricerca presso l'Università di Oxford nel 2004 con una tesi su Elgar, "Il linguaggio musicale di Elgar: analisi, ermeneutica, umanità". Ha lavorato all'Università di Nottingham e all'Università di Liverpool prima di trasferirsi alla Royal Holloway, Università di Londra.

### Critica musicale
Noto per il suo lavoro sul modernismo musicale, ha sostenuto che Edward Elgar dovrebbe essere considerato "un precursore sottile ed importante del modernismo del ventesimo secolo". Ha anche stabilito un legame tra le tecniche di analisi della musica e le teorie di Jacques Lacan. Secondo Lawrence Kramer, The Quilting Points of Musical Modernism (I punti di trapuntatura del modernismo musicale) di Harper-Scott rappresenta una sfida per la musicologia: scrive che "il libro è un atto d'accusa radicale della musicologia e un manifesto per la sua trasformazione. La sua tesi principale è che la musicologia oggi è impantanata in una palude neoliberista tardocapitalista dalla quale ignora ciecamente "la nostra preoccupazione attuale più urgente - sfuggire agli orrori del presente immaginando le trasformazioni di una società futura". Un risultato del suo lavoro è che la teoria critica, tradizionalmente associata nella musicologia al filosofo Adorno (1903-1969), "ha un ruolo significativo da svolgere nel futuro della disciplina".

## Scritti

### Come autore
- Edward Elgar, Modernist (Cambridge and New York: Cambridge University Press, 2006).
- Elgar: an Extraordinary Life (London: Associated Board of the Royal Schools of Music, 2007).
- The Quilting Points of Musical Modernism: Revolution, Reaction, and William Walton (Cambridge and New York: Cambridge University Press, 2012).
- Ideology in Britten's Operas (Cambridge and New York: Cambridge University Press, 2018).

### Come curatore
- Elgar Studies, edited with Julian Rushton (Cambridge and New York: Cambridge University Press, 2007).
- An Introduction to Music Studies, edited with Jim Samson (Cambridge and New York: Cambridge University Press, 2009).